# 西出昌弘
西出 昌弘（にしで まさひろ、1933年3月3日 - 2019年3月26日）は、日本のコントラバス奏者。滋賀県大津市出身。
関西交響楽団、ABC交響楽団を経て、1957年から京都市交響楽団首席。京都市立芸術大学、大阪音楽大学、同志社女子大学他講師。

## 略歴
1955年 東京芸術大学委託修、滋賀大学卒。今村清一、岡田二郎に師事。

## 人物
趣味：オートバイ（ハーレー、BMW）、車（ミニクーパー）、ヨット（ヨーロッパ級J94。滋賀県立膳所高等学校ヨット部監督）